# Ейнар Карлссон (футболіст)
Ейнар Карлссон (швед. Einar Karlsson, 1 серпня 1909 — 23 жовтня 1967) — шведський футболіст, що грав на позиції нападника.

## Клубна кар'єра
У дорослому футболі дебютував 1934 року виступами за команду клубу «Горда», кольори якої і захищав протягом усієї своєї кар'єри гравця, що тривала дев'ять років.
Помер 23 жовтня 1967 року на 59-му році життя.

## Виступи за збірну
1935 року дебютував в офіційних матчах у складі національної збірної Швеції. Протягом кар'єри у національній команді, яка тривала 4 роки, провів у формі головної команди країни лише 3 матчі.
У складі збірної був учасником чемпіонату світу 1938 року у Франції.